# Розен, Ян Хенрик
Ян Хенрик Розен (пол. Jan Henryk de Rosen; 25 февраля 1891, Варшава — 22 августа 1982, Арлингтон, США) — польский художник направления сецессии XX века, известный мастер сакральной живописи. Писал фрески, эскизы к витражам, станковые картины. Работал во Львове, Вене, Перемышле, Вашингтоне.

## Биография
Родился в Варшаве в 1891 году в семье еврейского художника-баталиста Яна Богумила де Розена, который был его первым учителем.
Ребёнком вывезен в Париж, где жил вместе с сёстрами. Одна из них станет скульптором (София де Розен, 1897—1975). Образование получил в Швейцарии и Баварии (Мюнхен).
В 1914 г. принимал участие в Первой мировой войне, служил в полку французских Кирасиров. Имел несколько наград, среди которых и ордена Почётного легиона.
С 1921 — в Польше, которая восстановила свою государственность. Как военный, находился в казармах города Броды. Как человек с хорошим образованием приглашён на работу в Министерство иностранных дел. Примерно с этого же года занимается в муниципальной школе декоративно-прикладного искусства и живописи. Как художник дебютировал в коллективной выставке «Группы 12».

Благовещение. Армянский собор, г. Львов

Талантливый художник в области сакрального искусства, Ян Генрик обратил на себя внимание львовского армянского архиепископа Юзефа Теодоровича. Последний способствовал заказу на фрески в Армянском соборе Львова (созданы в 1926—1929).
В 1930-е гг. приглашён на должность профессора во Львовскую политехнику.
В 1936 г. создал фрески в семинарской часовне города Пшемысль.
В 1937 г. отбыл в США по приглашению польского дипломата, графа Ежи Потоцкого, от которого получил заказ на создание картины «Король Ян III Собеский под Веной». 9 ноября 1938 года отмечен золотыми Академическими лаврами за выдающиеся заслуги для польского искусства в целом. Понимая угрозу со стороны нацистов в случае возвращения в Европу, Розен переехал в США.
Работал мастером живописи, витражей. Среди последних произведений художника — картины для папы римского Иоанна Павла II, поляка по происхождению.
Умер в Арлингтоне (возле Вашингтона), США, в 1982 году.

## Избранные произведения
- Фрески, Армянский собор, Львов

Захоронения св. Одильона, Армянский собор, Львов.

- Фрески, костёл кармелиток босых, Львов
- Фрески, часовня дворца католического архиепископа, Львов
- фрески, часовня семинарии в Пшемысль
- Образы для часовне Кастель Гандольфо, летней резиденции папы римского
- Образы для Англиканского собора Вашингтон, округ Колумбия, США
- Мозаика в соборе Сент-Луиса, США
- Фрески, англиканской собор в Сан-Франциско, США
- Мозаики для католического собора св. Матфея в Вашингтоне, США